# Rhizoecus theae
Rhizoecus theae är en insektsart som beskrevs av Kawai och Sadao Takagi 1971. Rhizoecus theae ingår i släktet Rhizoecus och familjen ullsköldlöss. Inga underarter finns listade i Catalogue of Life.